# Danh sách sông ở Mông Cổ
Danh sách này không đầy đủ, bạn cũng có thể giúp mở rộng danh sách.

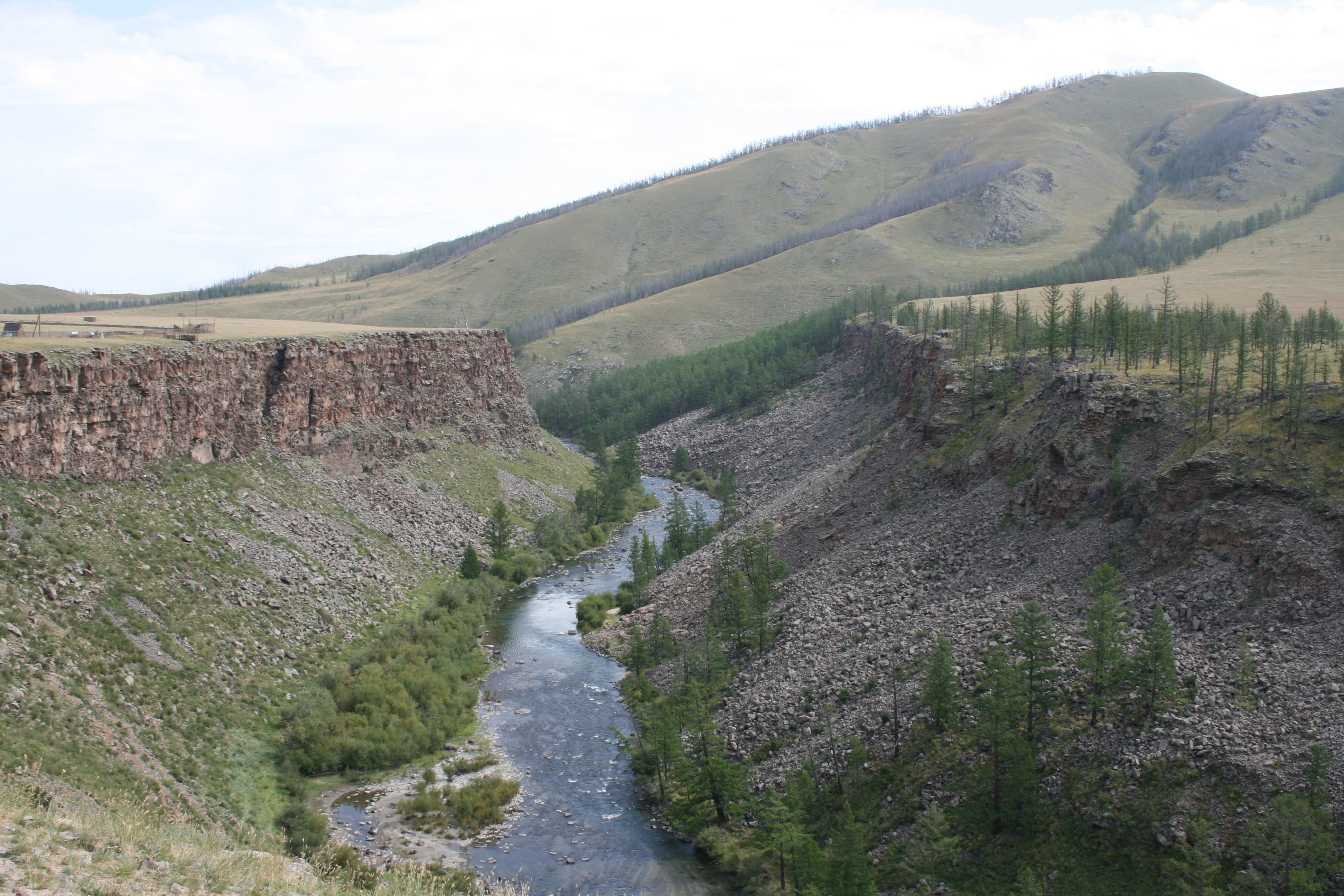
Hẻm núi sông Chuluut

Đây là một danh sách các dòng sông tại Mông Cổ, sắp xếp về mặt địa lý theo lưu vực sông.
Trong tiếng Mông Cổ, sông được gọi là "gol" (гол) và những dòng sông lớn được gọi là "mörön" (мөрөн). Tên sông đôi khi có tên hậu tố "iin" trong tiếng Mông Cổ, ví dụ sông Ider là Ideriin Gol, có nghĩa là  "sông của Ider".

## Các sông dài nhất

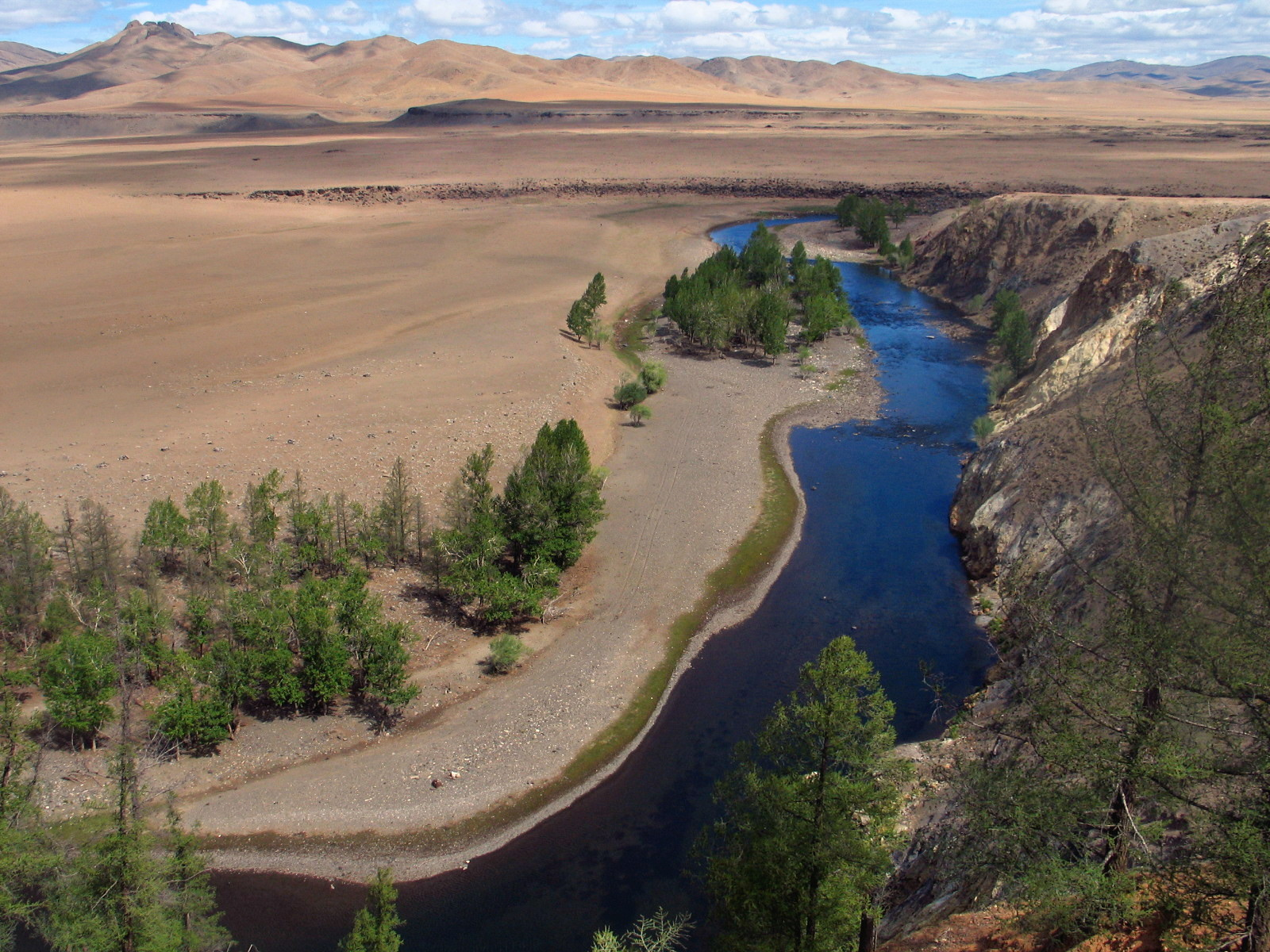
Sông Orkhon

1. Orkhon - 1.124 kilômét (698 mi)
2. Kherlen - 1.090 kilômét (677 mi)
3. Tuul - 704 kilômét (437 mi)
4. Zavkhan - 670 kilômét (416 mi)
5. Selenge - 593 kilômét (368 mi)
6. Tes - 568 kilômét (353 mi)
7. Hovd - 516 kilômét (321 mi)
8. Eg - 475 kilômét (295 mi)
9. Ider - 452 kilômét (281 mi)
10. Delgermörön - 445 kilômét (277 mi)

## Chảy vào Bắc Băng Dương
- Sông Yenisei (Nga)

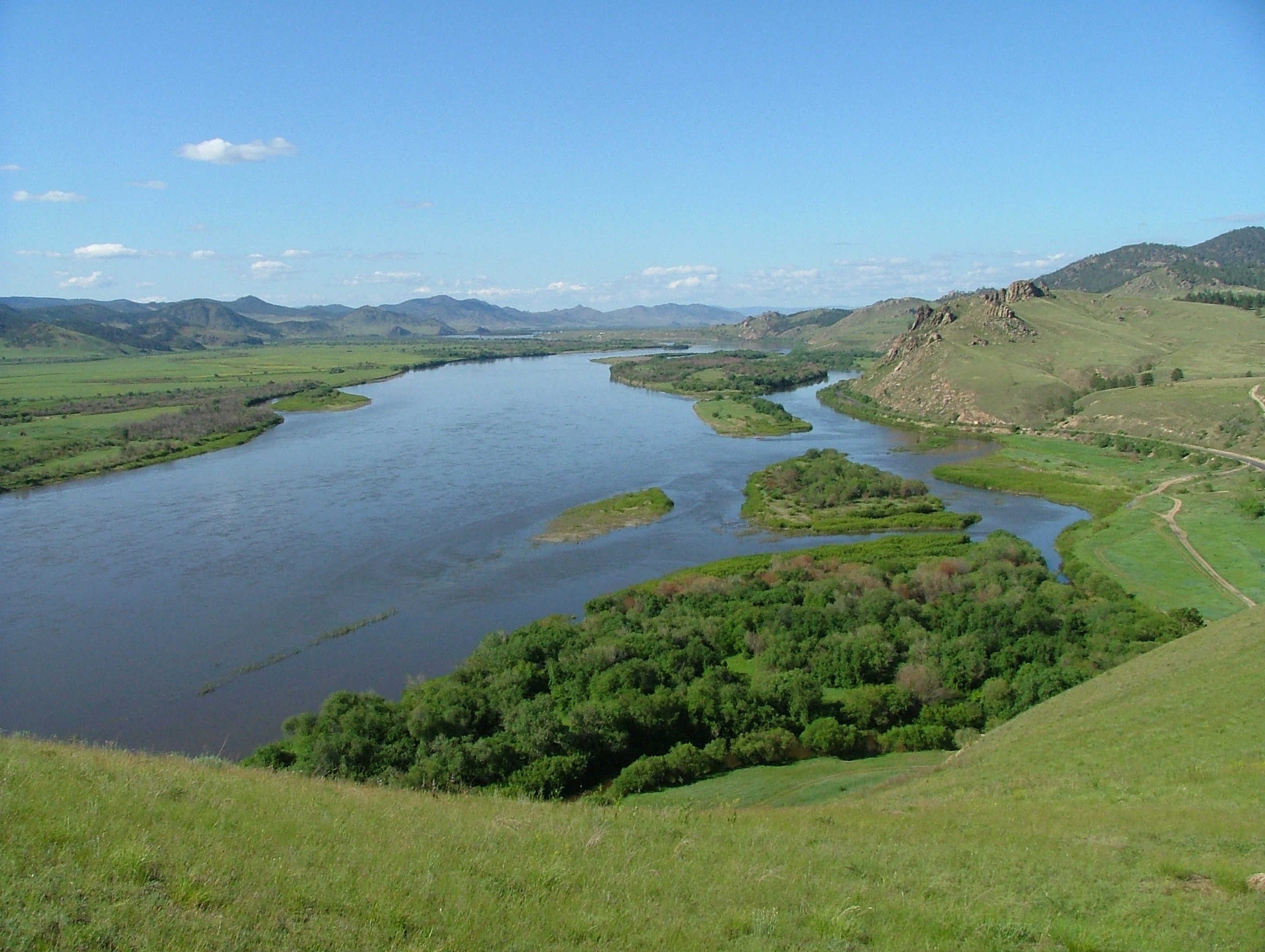
Sông Selenge

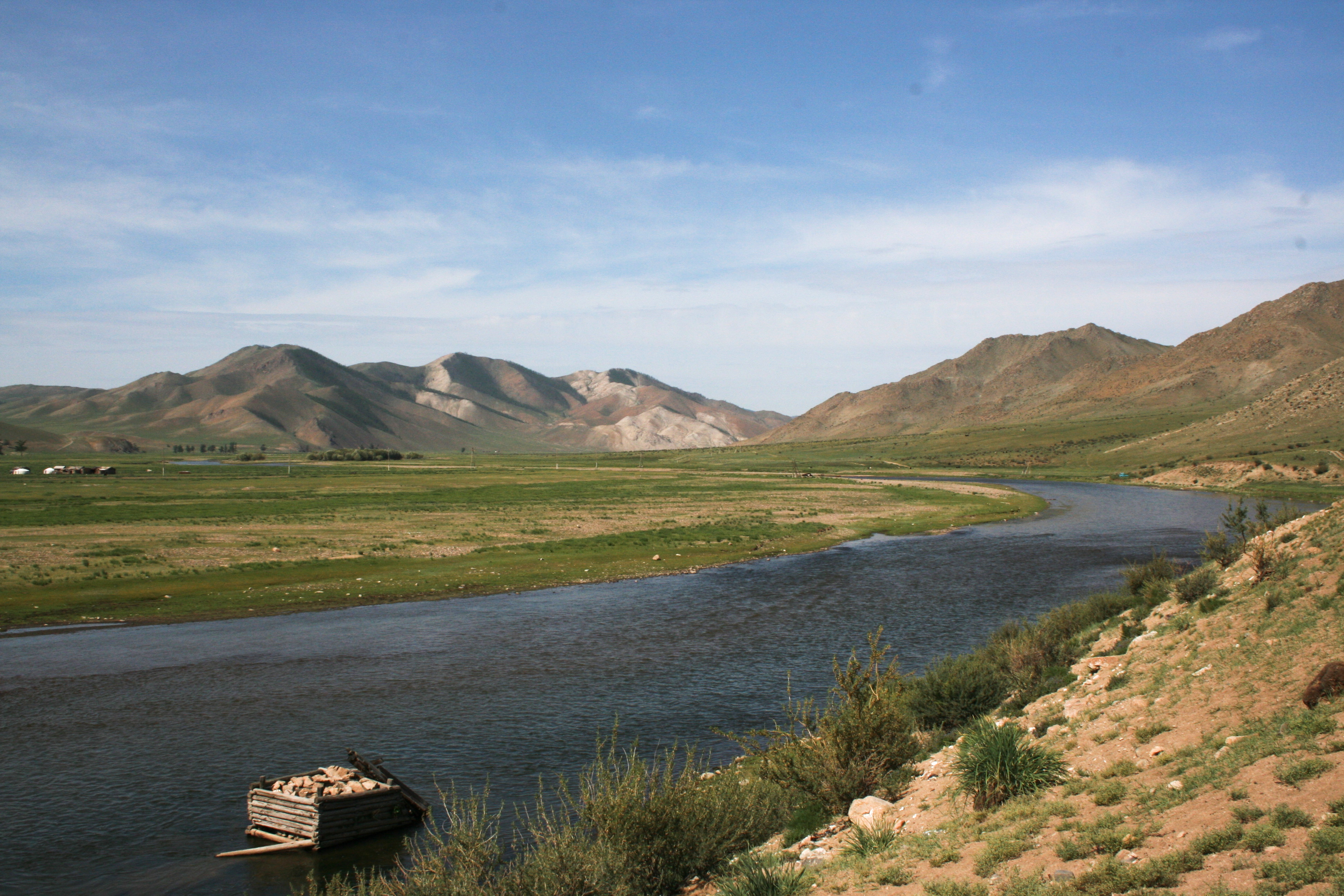
Sông Ider

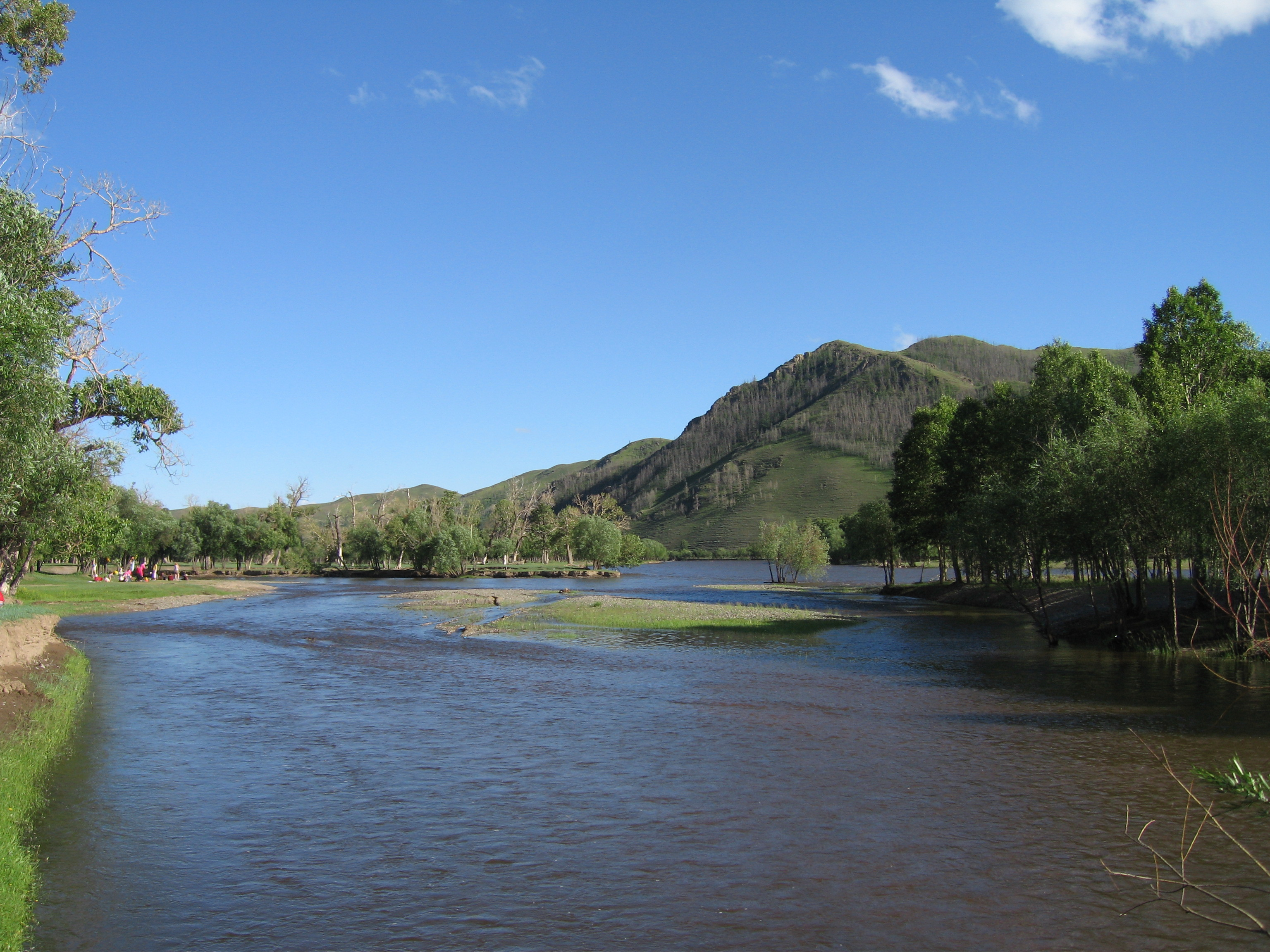
Sông Tuul

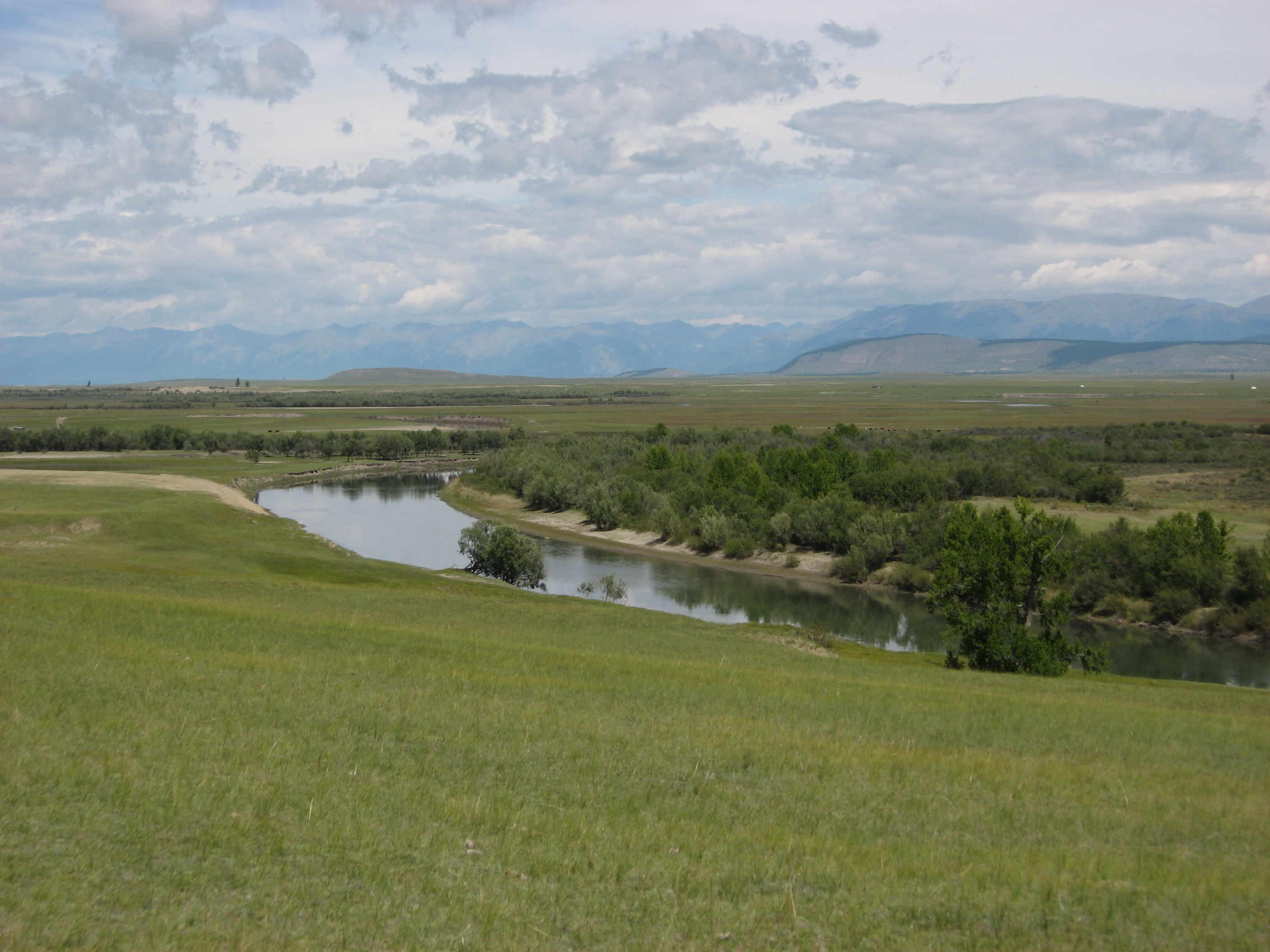
Sông Shishged

  - Sông Angara (Nga), chảy ra từ Hồ Baikal
    - Sông Selenge (Сэлэнгэ мөрөн tại Sükhbaatar) chảy vào Hồ Baikal
      - Sông Chikoy
        - Sông Menza
        - Sông Katantsa

      - Sông Jida hay Dzhida (Nga)
        - Sông Zhelter (Зэлтэр гол)

      - Sông Orkhon (Орхон гол tại Kharkhorin, Bulgan)
        - Sông Tuul (Туул гол tại Ulaanbaatar)
        - Sông Tamir (Тамир гол tại Arkhangai)
        - Sông Kharaa (Хараа гол tại Selenge)

      - Sông Eg (tại Khatgal)
        - Sông Üür (tại Khövsgöl)
          - Sông Uilgan (tại Khövsgöl)
          - Sông Arigiin

        - Sông Tarvagatai

      - Sông Khanui (tại Arkhangai)
      - Sông Ider (Идэр гол tại Khövsgöl)
        - Sông Chuluut (tại Arkhangai)
          - Sông Suman (tại Arkhangai)

      - Delgermörön (Дэлгэрмөрөн tại Mörön)
        - Sông Beltes
        - Sông Bügsiin River

  - Yenisei Nhỏ (Nga)
    - Kyzyl-Khem (Кызыл-Хем)
      - Sông Büsein
      - Sông Shishged (Шишгэд гол)
        - Sông Sharga River
        - Sông Tengis

## Chảy vàoBiển Okhotsk(Thái Bình Dương)
- Sông Amur (Nga/Trung Quốc)
  - Sông Shilka (Nga)
    - Sông Onon (Онон гол)

## Chảy vàolòng chảo nội lục

### Hồ Hô Luân (Hulun)
- Sông Kherlen (Хэрлэн гол)

### Hồ Ulaan
- Sông Ongi

### Vùng lõm Đại Hồ

#### Hồ Khar-Us
- Sông Khovd

#### Hồ Uvs

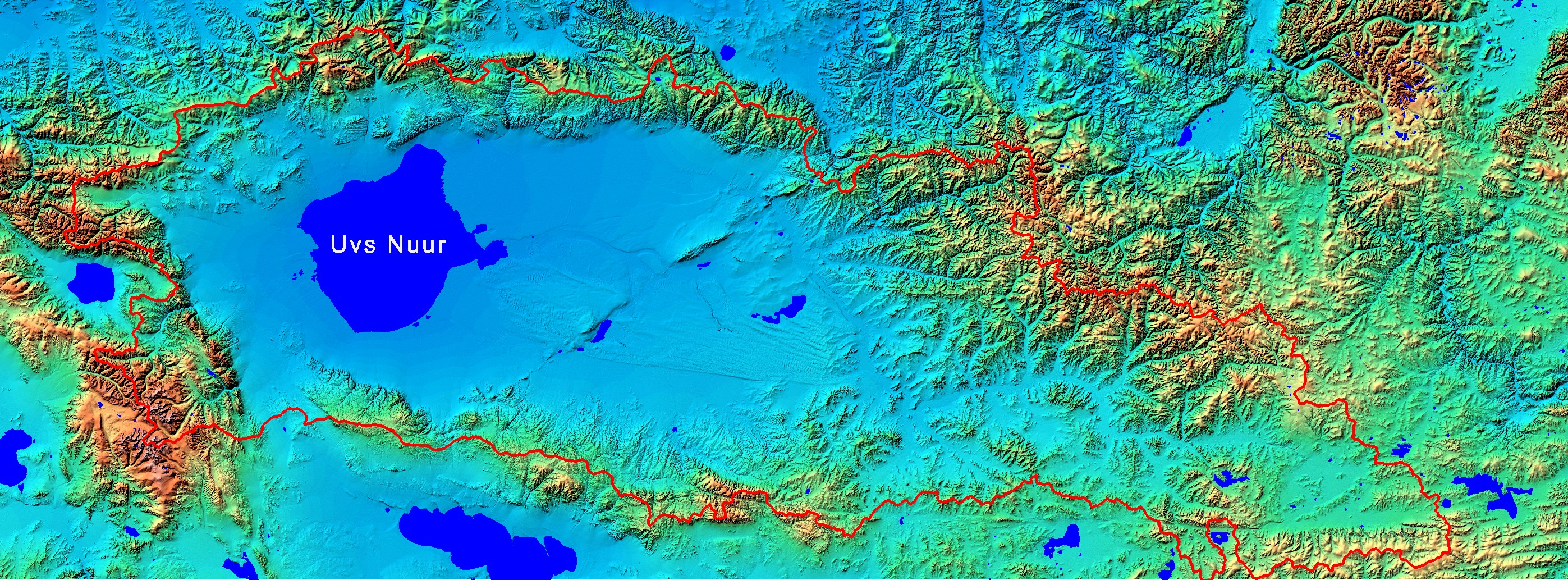
Hồ Uvs và vùng bồn địa

- Sông Kharkhiraa
- Sông Sangil
- Sông Turuun
- Sông Nariin
- Sông Tes
  - Sông Shavar
  - Sông Tsereg
  - Sông Khachig
  - Sông Erzin

#### Hồ Khyargas
- Sông Zavkhan

#### Hồ Dörgön
- Sông Teeliin, chảy ra từ Hồ Khar
  - Sông Chono Kharaikh, dẫn vào hồ Khar

### Hồ Ulungur
- Sông Bulgan River (Sông Ulungur)